# Pflanzenkläranlage

Eine Pflanzenkläranlage in Falkensee

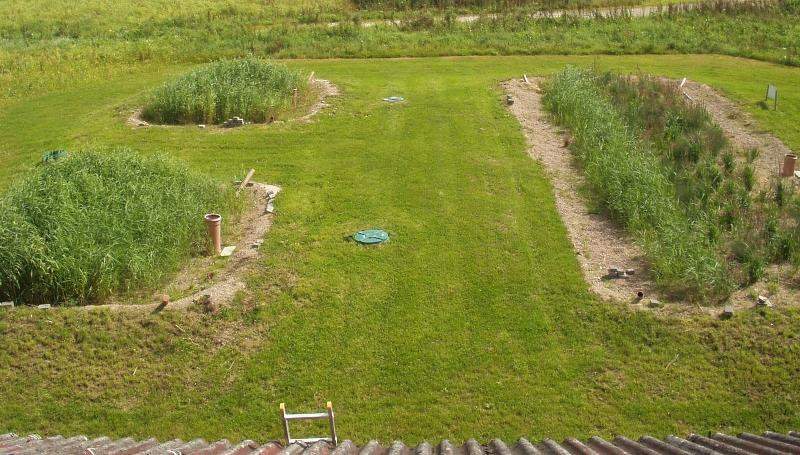
Eine 20 EGW Pflanzkläranlage mit Klärschlammvererdung im Landkreis Osnabrück

Pflanzenkläranlagen sind mit Pflanzen bewachsene Anlagen, in denen Abwasser durch das Zusammenwirken von Pflanzen in Hydrokultur, Mikroorganismen, Abwasserbestandteilen, und – bei Bodenfiltration – auch des Filtersubstrats gereinigt wird.
Eine Pflanzenkläranlage kann die meisten Wasserinhaltsstoffe auf natürliche Weise abbauen.
Dies geschieht im Wesentlichen durch ein Zusammenwirken von Filtermaterial (mechanisch), das Aufnehmen oder Abbauen der Wasserinhaltsstoffe durch Bakterien und organische Prozesse (biologisch), Adsorption an Bodenteilchen (physikalisch) sowie durch Fällungsreaktionen zwischen den Wurzeln (chemisch).

## Typen
Es existiert eine große Vielfalt verschiedener Pflanzenkläranlagen. Die Systeme lassen sich nach dem Bezugssystem (aquatisch – terrestrisch) gliedern. So kommt man von bewachsenen Bodenkörpern über Retentionsbodenfilter, Hangverrieselung und überströmte Feuchtgebiete schließlich zu Schwimminseln, bei denen eine offene Wasserfläche ohne Bodenpassage vorliegt. Gliedert man die Verfahren nach ihrer Bewährung, in der Praxis, haben sich bewachsene Horizontal- und Vertikalfilter nach DWA A 262 seit Jahren in großer Zahl bewährt und entsprechen den allgemein anerkannten Regeln der Technik. Zweistufige Vertikalfilter mit Rohabwasserbeschickung haben sich seit Jahren in Frankreich in großer Zahl (ca. 1000 Anlagen meist für etwa 500 bis 2000 Einwohner) bewährt. Andere Anlagentypen (Mehrschichtige Vertikalfilter, Retentionsbodenfilter, Klärschlammvererdung, Hangverrieselung, Schwimminseln, Sumpfpflanzendächer, überströmte Feuchtgebiete) sind mehr oder weniger verbreitet, entsprechen aber mitunter ebenfalls dem Stand der Technik. Im bepflanzten Bodenfilter (auch Wurzelraumkläranlage genannt) wird das Abwasser innerhalb eines bepflanzten Bodenkörpers (Wurzelraum) gereinigt, der – zweckgebunden (Ziel: möglichst hohe Reinigungsleistung des eingeleiteten Abwassers) – überwiegend mit Schilfrohr (Phragmites australis), unterstützt durch Sumpf- bzw. Repositionspflanzen wie Rohrkolben, Binsen oder Seggen, bepflanzt ist. Die Pflanzenwurzeln dienen als Lebensraum für Mikroorganismen, die zum Abbau der Abwasserinhaltsstoffe beitragen, sowie weiterhin zum Eintrag von Luftsauerstoff, der ebenfalls die Reinigungsleistung der Anlage verbessert. Pflanzenkläranlagen sind wissenschaftlich anerkannt, solange sie die Grenzparameter einhalten können, da sie den anerkannten Regeln der Technik entsprechen. 

## Der Aufbau einer Anlage
Pflanzenkläranlagen bestehen aus:

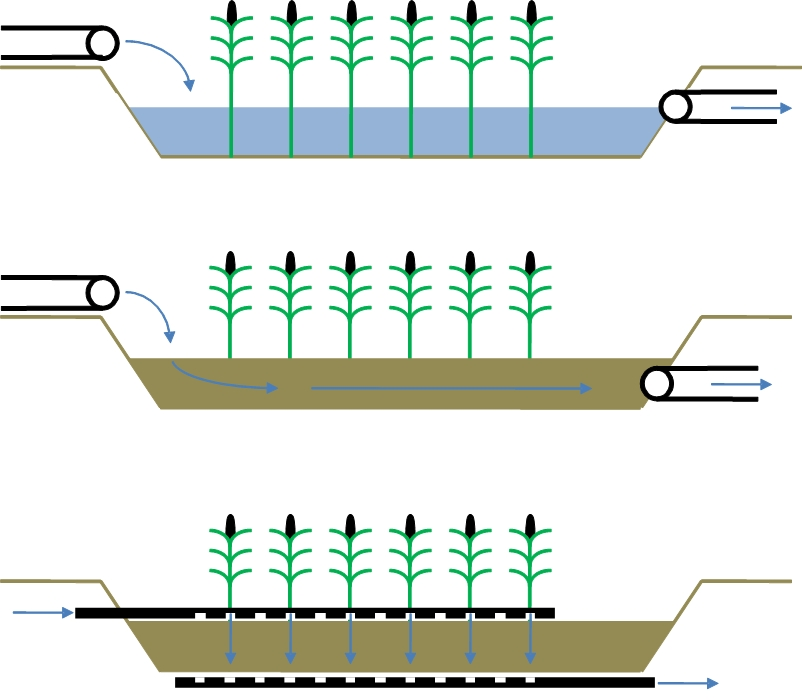
Von oben nach unten: Horizontal durchströmte Freiwasserpflanzenkläranlage, horizontal durchströmte Untergrundpflanzenkläranlage, vertikal durchströmte Untergrundpflanzenkläranlage

- Einer mechanischen Trennung der festen Bestandteile. Diese kann auf drei Arten geschehen:

1. In einem Absetzbecken (Sammelschacht).
In diesem setzen sich die nicht im Wasser gelösten Abwasserinhaltsstoffe (der Fäkalschlamm) ab. Zudem schwimmen auf der Oberfläche jene Abwasserinhaltsstoffe auf, die leichter als Wasser sind. Dieser gesammelte Schlamm ist entsorgungspflichtig. Die Entsorgung ist je nach Größe und Belastung der Absetzanlage sowie der Abwassereigenschaften etwa einmal jährlich erforderlich. Es gibt auch Fälle, wo sich der Schlamm zum Teil durch biologischen Abbau im Absetzbecken selbst auflöst oder das zu reinigende Abwasser kaum absetzbare Stoffe enthält und damit die Leerung erst nach mehreren Jahren nötig ist.
2. In einem Trockenfilterbecken mit zwei Kammern.
Der Filter besteht aus einem Vlies, das mit einer Schicht aus grobem Kies und dann mit einer Schicht aus Holzschnitzeln (nur Laubholz, da Nadelholz antibiotisch wirkt) bedeckt wird. Auf dem Filter setzen sich die Feststoffe ab und bleiben ständig an der Luft. Dadurch entstehen keine Fäulnis und Geruchsemissionen. Ist die erste Kammer voll, wird die zweite benutzt.
Das Endprodukt ist Kompostmasse.
3. Variante: Die Pflanzenkläranlage wird mit einer Komposttoilette kombiniert. So kommt es von vornherein nicht zur Vermengung der festen und flüssigen Bestandteile. Dadurch entfallen die Anschaffungs- und Wartungskosten für die Vorklärung und der Flächenbedarf für die Pflanzenkläranlage ist um die Hälfte geringer.[2]

- Dem Pflanzenbeet, meistens ein mit Schilf bewachsenes mit Kies und Sand gefülltes Becken (Bodenkörper). Das Abwasser wird entweder über ein Gefälle oder über eine Pumpe (meist intervallartig) aus dem Sammelschacht in die Pflanzenkläranlage eingeleitet. Abwasserverteilanlagen, die auf deren Oberfläche verlaufen und Drainagerohre, die bei von oben nach unten durchströmten Anlagen auf der Beetsohle verlaufen, bringen das zu reinigende Wasser in den Bodenkörper ein und ziehen es ab. Es werden auch längs durchströmte Anlagen gebaut, bei denen das Abwasser an einer Seite des Pflanzenbeckens zugeführt und an der anderen Seite abgeführt wird. Eventuell können mehrere Stufen (Pflanzenbecken) hintereinander geschaltet werden. Grundsätzlich zeichnen sich vertikal durchströmte Pflanzenkläranlagen durch hohe Nitrifikationsraten und geringe Denitrifikationsraten aus, wohingegen horizontal durchströmte Pflanzenkläranlagen gute Denitrifizierer und dafür aber meist schlechtere Nitrifizierer sind. Horizontal durchströmte Freiwasserpflanzenkläranlagen ähneln natürlich vorkommenden Feuchtgebieten, allerdings haben sie den bedeutenden Nachteil, dass sie ideale Brutbedingungen für Mücken schaffen.
- Bevor das gereinigte Wasser die Pflanzenkläranlage verlässt, passiert es eine Kontrollstelle. Dabei kann die erforderliche Wasserqualität (BSB5, CSB, Stickstoff, Phosphor) gemessen werden.

## End- und Kontrollschacht
Der Kontrollschacht ist die letzte Station, bevor das Wasser die Pflanzenkläranlage gereinigt verlässt. Hier muss die Wasserqualität anhand von Abwasserparametern analysiert werden. Den Untersuchungsumfang schreibt zumeist bei der Bewilligung der Anlage die Behörde vor. Er kann aus der vom Betreiber selbst durchzuführenden Eigenüberwachung und der von einer unabhängigen Untersuchungsanstalt vorzunehmenden Fremdüberwachung bestehen.
Der Kontrollschacht hat außer der direkten Kontrolle der Wasserqualität auch die Funktion, den internen Wasserspiegel zu regulieren. In manchen Fällen wird von hier aus eine Abwasserrückführung realisiert. Dabei wird der Strom des gereinigten Abwassers halbiert und eine Hälfte zurück in die erste oder zweite Kammer der Mehrkammergrube (Vorklärung) geleitet. Dadurch kommt es zu einer Unterdrückung der Schwefelwasserstoffbildung in der Vorklärung, einer Schlammreduzierung, einer „Belebung“ des Abwassers bereits in der ersten Stufe – und insgesamt zu besseren Ablaufwerten. Bei Anlagen, die im freien Gefälle beschickt werden, kann eine Abwasserrückführung nur mit einer Pumpe geschehen. Bei über eine Pumpe beschickten Anlagen kann die Abwasserrückführung über die Gravitation erfolgen.
Der Einstau des Beetes erfolgt bei manchen PKA-Typen nur in der Einfahrphase (ca. 3 Monate); andere Typen werden dauerhaft eingestaut. Die besseren Ablaufwerte bringt der nicht eingestaute Betrieb, da er sauerstoffreicher ist.

## Funktionsweise der Pflanzenkläranlage

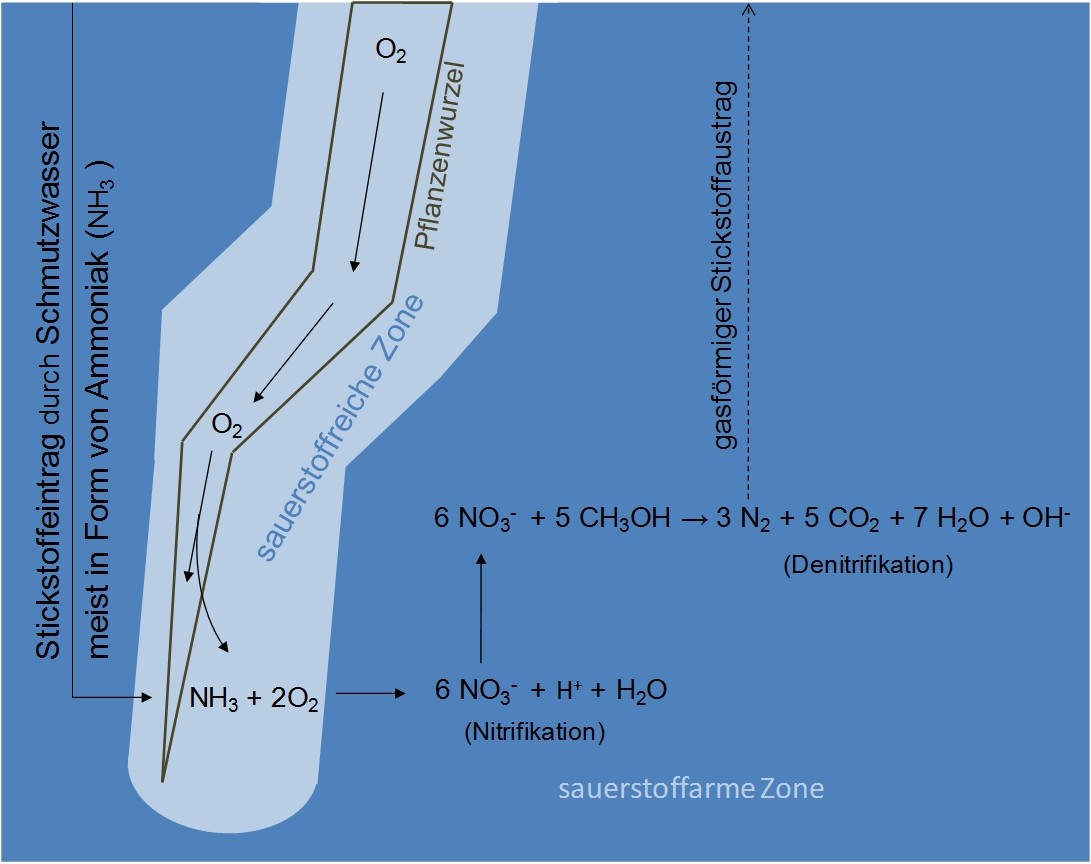
Nitrifikation und Denitrifikation in einer Pflanzenkläranlage

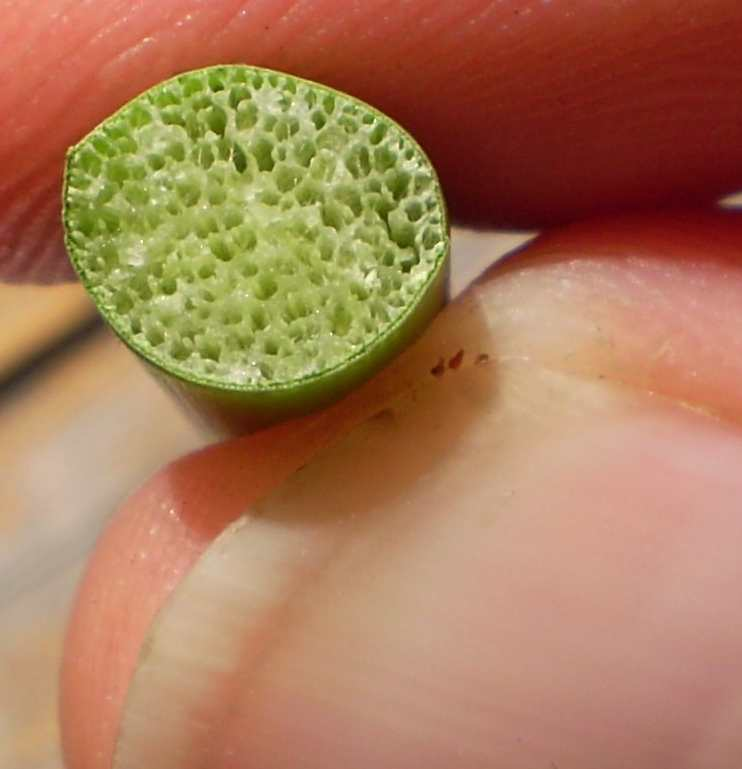
Aerenchym der Salz-Teichbinse (Schoenoplectus tabernaemontani)

Die Reinigungsleistung einer Pflanzenkläranlage erfolgt durch das Zusammenwirken verschiedener Prozesse. Jeder Prozess bewirkt mehrere Funktionen. Dabei handelt es sich um ein äußerst komplexes und naturnahes Reinigungsverfahren. 
Die Wasserinhaltsstoffe werden zum einen von den Pflanzen aufgenommen, um den Nährstoffbedarf der Pflanzen im Wachstum zu decken. Außerdem erhalten die Wurzeln des Schilfes die Durchlässigkeit des Bodens (Sauerstoffzufuhr), der beim Betreten oder durch Ablagerungen im Betrieb vermindert wird. Zum anderen erfolgt der größte Teil der Reinigung durch Mikroorganismen bzw. Bakterien, die im Bodenkörper leben. Beide Vorgänge reinigen das Wasser „biologisch“, das heißt durch biochemische Reaktionen.
Das Abwasser durchströmt die Pflanzenkläranlage entweder vertikal von oben nach unten oder horizontal von der Einlaufkulisse zur Auslaufkulisse. Im Bodenkörper verlegte Drainagerohre fangen das gereinigte Abwasser auf und leiten es in einen Kontrollschacht. Nach diesem Schacht wird das gereinigte Wasser in ein Gewässer eingeleitet, versickert oder zur Weiternutzung gespeichert.
Bei vertikaler, intermittierender Betriebsweise können die für dieses Verfahren besten Reinigungsleistungen (Kohlenstoffabbau und Nitrifikation) erzielt werden.
Die Mikroorganismen leben und reinigen entweder:
- im aeroben Milieu (sauerstoffreiche Zone)

Viele Sumpf- und Wasserpflanzen haben sich im Laufe der Evolution an eine besonders sauerstoffarme Umwelt angepasst und aerenchymatisches Gewebe ausgebildet. Dieses Gewebe ermöglicht einen besonders effektiven Transport des in der Photosynthese gewonnenen Sauerstoffs durch die gesamte Pflanze bis hin zu den Wurzeln. Hier wird der Sauerstoff durch Diffusion an das Wasser nahe den Wurzeln abgegeben und begünstigt so autotrophe Mikroorganismen, die den ersten Reinigungsschritt, die Nitrifikation, durchführen.
- im anoxischen Milieu (sauerstoffarme Zone)

Der Sauerstoff liegt nur chemisch gebunden vor, zum Beispiel als das Nitrifikationsprodukt Nitrat. Dieses Nitrat überführen Mikroorganismen, die ein sauerstoffarmes Klima bevorzugen, im Rahmen ihres Stoffwechsels in elementaren gasförmigen Stickstoff, der entweicht. Die für diese Denitrifikation erforderlichen Mikroorganismen sind heterotroph und benötigen eine Kohlenstoffquelle.
- im anaeroben Milieu (sauerstofflose Zone)

Unter Sauerstoffabschluss ist ein zumeist aus Gründen der Geruchsbelästigung unerwünschter Prozess, der aber in Sonderfällen in der anaeroben Abwasserreinigung eingesetzt wird.

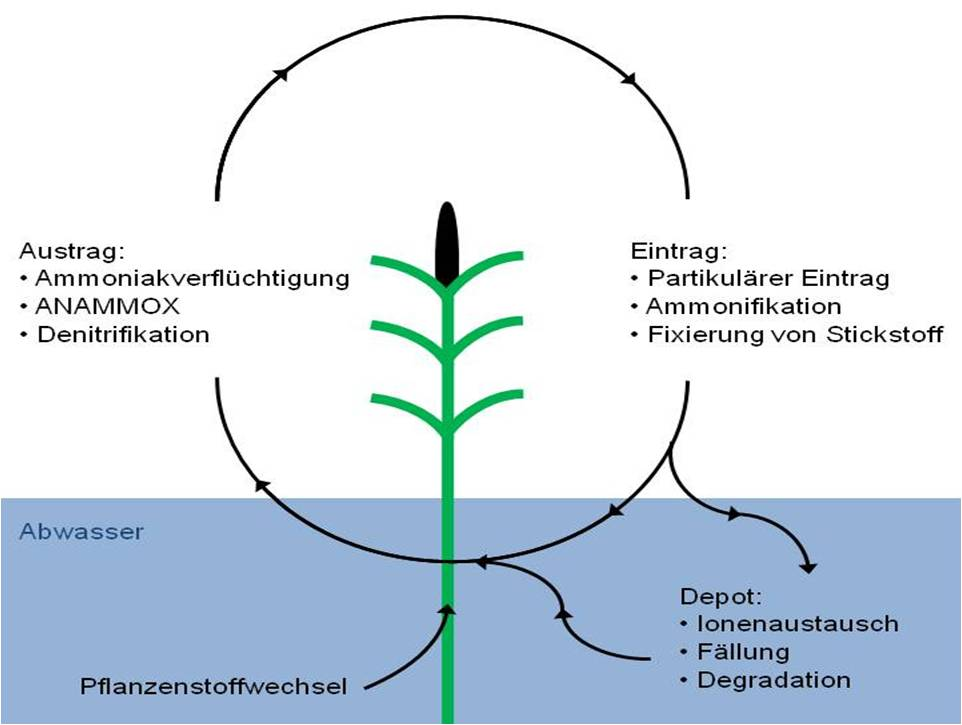
Stickstoffkreislauf in einer Pflanzenkläranlage

Neben weiteren Stoffkreisläufen, wie dem Phosphorkreislauf oder dem Schwefelkreislauf, nimmt der Stickstoffkreislauf eine herausragende Bedeutung ein, da das meiste von Pflanzenkläranlagen gereinigte Wasser durch Stickstoffverbindungen verunreinigt ist. Die wichtigsten Eintragsarten neben Abwasser sind partikulärer Eintrag, Ammonifikation und Fixierung von atmosphärischem Stickstoff. Partikulärer Eintrag findet in Form von Schwebeteilchen im Wasser statt, die durch das Substrat, in dem die Pflanzen leben, physikalisch aus dem Wasser gefiltert werden und schließlich durch Verstoffwechselung in Form von mikrobieller Biomasse dem System hinzugefügt werden. Daneben wirkt sich ebenfalls Ammonifikation auf die Stickstoffbilanz aus. Hierbei wird organischer Stickstoff aus Bakterienbiomasse oder Pflanzenresten in einer Gleichgewichtsreaktion in anorganischen Stickstoff mineralisiert. Daneben wird in geringen Mengen atmosphärischer Stickstoff im Wasser gelöst und so dem System hinzugefügt. Die hauptsächlichen Austragsarten aus einer Pflanzenkläranlage sind Denitrifikation, Ammoniakverflüchtigung und anaerobe Ammoniak Oxidation (Anammox). Neben der Denitrifikation als hauptsächlichen Reinigungseffekt wird Stickstoff durch Ammoniakverflüchtigung ausgetragen. Ammoniak liegt in Gleichgewicht in ionisiert und nicht ionisiert vor, dabei ist die nicht ionisierte Version von Ammoniak relativ flüchtig und kann so gasförmig aus dem System ausgetragen werden. Speziell in Abwässern mit niedrigem chemischen Sauerstoffbedarf kann der Anammox-Prozess, indem Ammoniak mikrobiell ohne Zwischenschritt zu Luftstickstoff verstoffwechselt wird, einen bedeutenden Beitrag zur Reinigungsleistung einer Pflanzenkläranlage leisten.
Abgesehen von diesen Ein- und Austrägen stellen Fällung, Ionenaustausch und Degradation Stickstoffdepots dar. Neben einer Speicherung durch Fällung wird Stickstoff ebenfalls nach dem Prinzip des Ionentauschers besonders in Tonmineralien aufakkumuliert. Ferner wird Stickstoff auch durch Degradation (tote Pflanzenreste) im System gespeichert, da schwer abbaubare Stickstoffverbindungen in Pflanzenresten mikrobiell durch Ammonifikation nicht vollständig verarbeitet werden. Herausragende Bedeutung beim Einfluss auf den Stickstoffkreislauf hat der pH-Wert und die Temperatur in der Pflanzenkläranlage.
Darüber hinaus ist Phosphor ein vitaler Pflanzennährstoff und kann sowohl als Depot als auch als Austrag auftreten. Im Falle einer regelmäßigen Entfernung der Pflanzenbiomasse kann über diesen Weg Phosphor aus dem System entfernt werden, andernfalls verbleiben Teile des in den Pflanzenresten enthaltenen Phosphors im System als Depot.

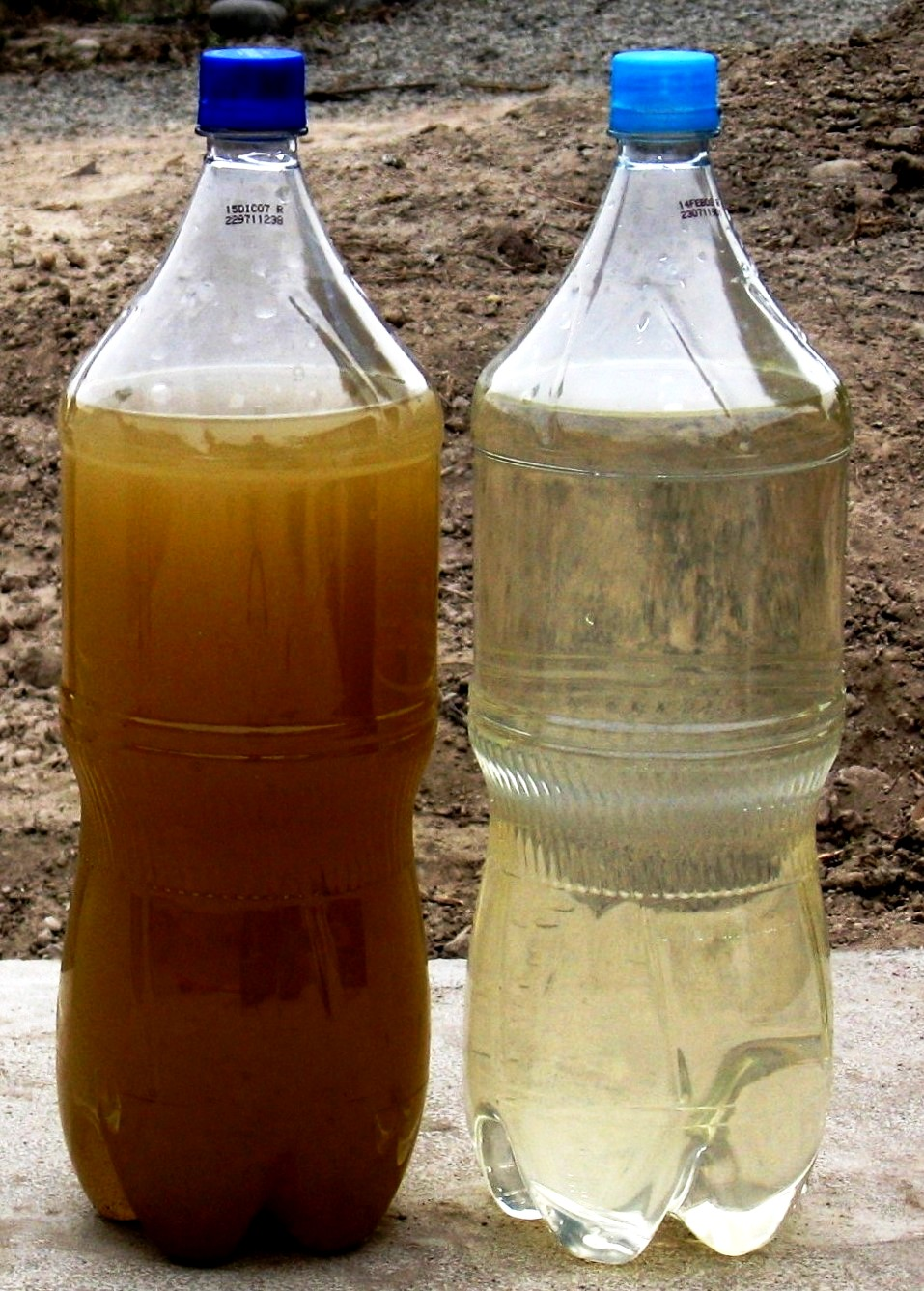
Vonbehandeltes Abwasser (links) und durch eine Pflanzenkläranlage behandeltes Wasser rechts (die verbleibende Färbung sind Huminsäuren).

Die Wasserqualität kann anhand sogenannter Summenparameter oder Einzelparameter wie Stickstoff- und Phosphorgehalt bestimmt werden. Die Kohlenstoffbelastung des Abwassers wird beispielsweise durch die Summenparameter 
- BSB5(ATH) (inhibierter Biologischer Sauerstoffbedarf: innerhalb von fünf Tagen durch Mikroorganismen verbrauchter Sauerstoff. Die Hemmung durch Allylthioharnstoff (ATH) ist notwendig, weil sonst eine Auswertung nicht möglich wäre, weil noch zusätzlich eine mehr oder weniger vollständige Stickstoffoxidation mit gemessen würde.),
- CSB (Chemischer Sauerstoffbedarf: der durch katalytisch-chemische Umwandlungen (Oxidation) verbrauchte Sauerstoff) und
- TOC (gesamter organisch gebundener Kohlenstoff)

bestimmt.
Viele Klärwerke verwenden gegebenenfalls Eisenchlorid, Eisensulfat oder Aluminiumchlorid, um bei einem Überangebot von Phosphat dieses aus dem Wasser zu entfernen. Dies erfolgt, indem das „Eisen“ oder „Aluminium“ das Phosphat zu einer im Wasser nicht löslichen Verbindung umwandelt, die dann im Nachklärbecken zu Boden „fällt“ (daher der Fachbegriff Fällung). In einer Pflanzenkläranlage erfolgen diese Fällungsreaktionen aufgrund des im Bodenkörper vorhandenen Eisensalzes oder anderer Mineralien. Darüber hinaus wird Phosphor im Rahmen der Pflanzenphysiologie als Nährstoff aufgenommen und kann dem Wasser so entzogen werden. Dieser Vorgang kann aber nur vollzogen werden, sofern die gewachsene Pflanzenbiomasse regelmäßig entfernt wird, da ansonsten der Phosphor im Zuge der Verrottung wieder dem Wasser zugeführt wird. Im Gegensatz zu Stickstoff kann Phosphor nicht in gasförmiger Form abgeschieden werden, was im Weiteren bedeutet, dass Pflanzenkläranlagen eine endliche Menge an Phosphor aufnehmen können.
Insgesamt kann das gereinigte Wasser aus dem End- und Kontrollschacht wieder zu höherwertigen Nutzungen unter Beachtung der hygienischen und technischen Vorschriften verwendet werden. Dies bedeutet eine Kreislaufschließung und Wiedernutzung und ist ganz besonders für die Wasserwirtschaft in Ländern, in denen Wassermangel herrscht, nützlich. 
Weiterhin gibt es eine Weiterentwicklung, bei der auf den Bodenkörper bewusst verzichtet wird. Die Pflanzen stehen auf ihren eigenen Wurzeln. Die Reinigung erfolgt hierbei im Wesentlichen durch die Pflanzen selbst und durch die Mikroorganismen in ihren Wurzeln. Vorteile sind unter anderem ein geringeres Gesamtgewicht und eine bessere Durchströmung, dadurch eine Leistungssteigerung und ein auf Dächern möglicher Einsatz.

## Planung
Der Anschaffungspreis variiert, er ergibt sich durch die Kosten für die Planung und den Bau, sowie durch den Erwerb von bestimmten Elementen oder Materialien wie einer nötigen Absetzgrube, in unterschiedlicher Höhe. Wichtig ist in welchem Maße (angeschlossene EW) sie geplant wurde. Abgesehen davon entstehen noch geringere Kosten, sie ergeben sich größtenteils durch die laufende Unterhaltung, durch die Entsorgung der Feststoffe (etwa einmal im Jahr), sowie der Kontrolle der Wasserparameter. 
Pflanzenkläranlagen müssen sorgfältig nach DWA A 262 geplant werden, das ist notwendig um eine funktionierende Anlage zu garantieren. Die Planungskosten sind abhängig von der Ausbaugröße. Eine Pflanzenkläranlage wird immer auf Einwohnerwerten oder auf den Einwohnergleichwert ausgelegt (EW oder EWG). Die Mindestgröße ist 4EW.
Um ökologische Folgen zu vermeiden, müssen die Ablaufwerte regelmäßig kontrolliert werden. Diese Überwachung geschieht je nach den behördlichen Auflagen zumeist jährlich durch eine autorisierte Firma. Der Bau und die Einleitung in ein Gewässer oder in das Grundwasser ist nach den jeweiligen Vorschriften genehmigungspflichtig (in Deutschland dem Wasserhaushaltsgesetz WHG und dem jeweiligen Recht des Bundeslandes oder in Österreich dem Wasserrechtsgesetz WRG).

## Fazit
In den meisten Kommunen besteht Anschlusszwang an die öffentlichen Abwasserentsorgung. So ist man gezwungen, sich an das kommunale Abwassernetz anschließen zu lassen, auch bei Bestehen einer eigenen Anlage. In Mitteleuropa wird sich daher der Einsatz von Kleinkläranlagen wie Pflanzenkläranlagen auf die nicht erschlossenen Gebiete beschränken. Pflanzenkläranlagen können jedoch auch zur Entsorgung der Abwässer kleiner Ortschaften dienen und somit an Stelle anderer Klärverfahren eingesetzt werden.
Andere Einsatzhindernisse könnten auch der Platzbedarf (4 bis 5 m²/EW) oder weitergehende Reinigungsanforderungen (sehr hohe, gesicherte Nährstoffentfernung) sein. Weitere negative Eigenschaften sind nicht bekannt. Dazu kann festgehalten werden, dass die Reinigung geruchsneutral vorgeht (da sich in der Regel keine stehenden Wasseroberflächen und anaerobe Zonen bilden). Die mögliche technische Lebensdauer von Pflanzenkläranlagen ist schwer zu bestimmen, da die meisten Anlagen noch betriebsfähig sind (die ersten entstanden etwa 1980). Doch ist eine Neubepflanzung, eventuell eine Erneuerung des Filtermaterials und bei Verdichtungen eine Auflockerung des Bodens nützlich, um die gewünschte Ablaufqualität zu erhalten.
Die Pflanzenkläranlage ist eine Alternative zur Kleinkläranlage nach dem Belebtschlammverfahren oder eines Tropfkörpers. Für den Ablauf der Anlage ist ein Gewässer von Vorteil, das das gereinigte Abwasser aufnehmen kann (Vorfluter). Oder das gereinigte Wasser wird dem Grundwasser zugeführt oder ggf. wiederverwendet. Die Einleitung in das Grundwasser ist jedoch in manchen Fällen aus Gründen der Sicherstellung der Reinhaltung des Grundwassers wasserwirtschaftlich nicht erwünscht (Hygiene, Restbelastung mit nicht abbaubaren Stoffen).
Bemerkenswert ist, dass Pflanzenkläranlagen aufgrund der laufenden Prozesse, bei fachgerechter Ausführung, im Winter nicht einfrieren und wegen des weitgehenden Fehlens von Aggregaten (bis auf eventuelle Pumpen zur Abwasserhebung) mechanisch robust sind. Ebenso sind sie, da die abbauenden Bakterien in der Bodenmatrix „verankert“ sind, nicht vom Absetzverhalten des Belebtschlammes abhängig (siehe Betriebsprobleme/Blähschlammbildung beim Belebtschlammverfahren). Diese Robustheit des Prozesses ist ein positiver Aspekt beim Einsatz in Verhältnissen, in denen eine intensive, tägliche Wartung nicht zu gewährleisten ist.